# In My Life
«In My Life» (с англ. — «В моей жизни») — песня британской рок-группы «Битлз», написанная Джоном Ленноном (связующий раздел между припевом и куплетом в соавторстве с Полом Маккартни) и приписанная дуэту Леннон/Маккартни. Композиция впервые была выпущена на альбоме Rubber Soul 3 декабря 1965 года в Великобритании под лейблом Parlophone, а три дня спустя в США на лейбле Capitol Records.
Текст «In My Life» представляет собой результат долгих размышлений ее автора. После того как Леннон опубликовал свою первую книгу «In His Own Write», журналист Кеннет Олсоп в марте 1964 года расспросил его о возможной композиции, повествующей о его детстве и вдохновленной написанием произведения. Джон сначала написал стихотворение, посвященное местам, которые он часто посещал в Ливерпуле в подростковом возрасте, а затем придумал песню, посвященную его друзьям и романтическим отношениям того периода.
Музыкальная составляющая «In My Life» представляет собой балладу в стиле фолк, записанную 18 и 22 октября 1965 года в студии EMI в Лондоне. Джон Леннон выступает в роли вокалиста и гитариста в сопровождении Джорджа Харрисона, Пол Маккартни играет на бас-гитаре, а Ринго Старр — на барабанах и бубне. В песню входит фортепианное соло, добавленное в ходе повторной записи композиции и исполненное продюсером Джорджем Мартином, чья техника обеспечивает звучание клавесина в стиле барокко.
После выпуска «In My Life», композиция получила позитивные оценки музыкальных критиков. В 2004 году «In My Life» заняла 23 место в списке 500 величайших песен всех времён по версии журнала Rolling Stone, второе место в списке 50 треков CBC (канадской радиовещательной корпорации), а в 2001 году журнал «Mojo» назвал её лучшей песней всех времён. После смерти Леннона в 1980 году песня получила новый резонанс, сыграв роль своеобразной эпитафии, посмертного приветствия былым друзьям и возлюбленным. На «In My Life» было сделано несколько кавер-версий от разных исполнителей.

## История создания

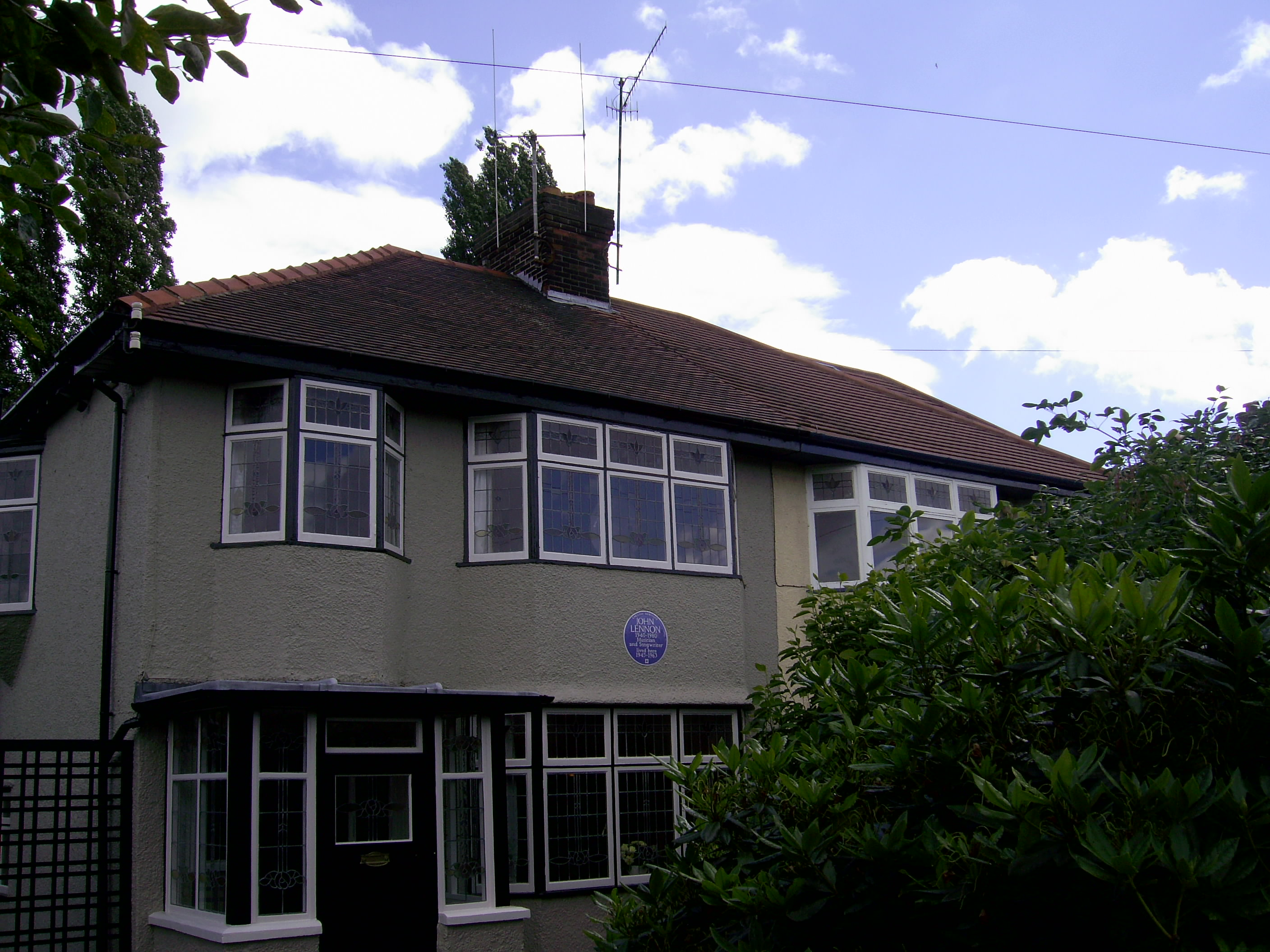
Дом 251 по Менлав-авеню

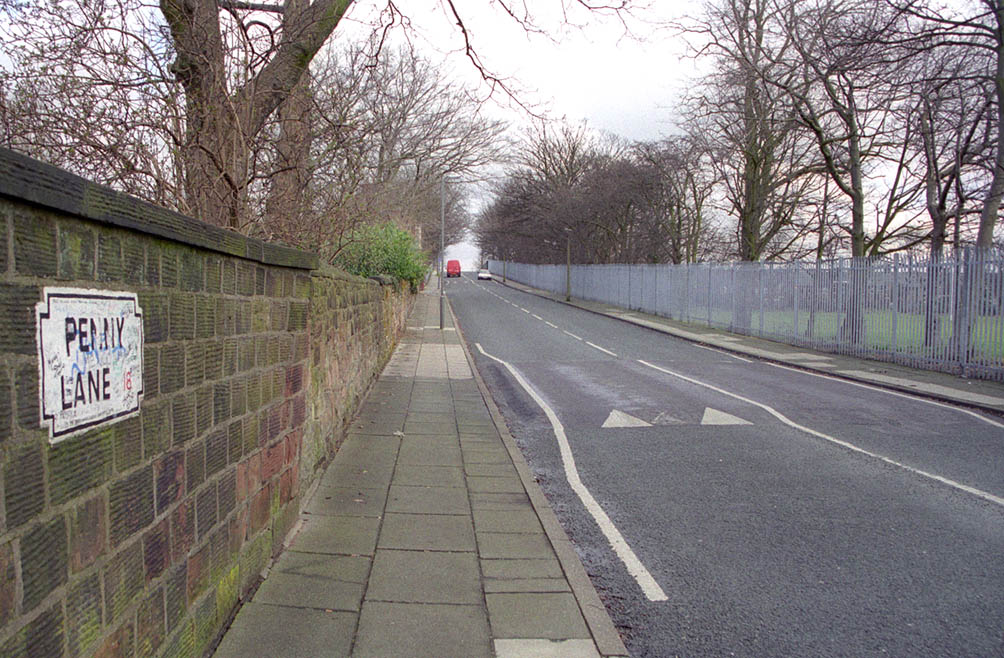
Пенни-Лэйн

### Сочинение
Леннон начал писать песню в 1964 году, и первые наброски сильно отличались от финальной версии. В песне «In My Life» звукоряд с тонами, специфическими для ионийского и миксолидийского ладов, усложнён мелодическим мажором. По словам Леннона, идея написания песни родилась после выхода его авторской книги «In His Own Write». Английский журналист Кеннет Аллсоп подал музыканту идею написать песню о своём детстве. Впоследствии, Леннон написал цикл стихов, в которых вспоминал детские годы. В одном из интервью Леннон вспоминал:

«По-моему, „In My Life“ — моё первое настоящее серьёзное произведение. До тех пор я писал горы песен, но выбрасывал их без тени сожаления. Одна часть моего разума писала книги, а вторая выпускала такую продукцию, как „я люблю тебя“ и „ты любишь меня“, потому что это было наше с Полом занятие того времени. Я всегда пытался придать словам некоторый смысл, но по-настоящему это меня не заботило.
Это была первая песня, которую я написал сознательно, песня о своей жизни. Она родилась, когда я услышал реплику одного английского журналиста и писателя после выхода в свет моей книги „In His Own Write“: „Почему бы вам не начать писать песни так, как вы пишете книги? Или почему бы вам не начать писать песни о своём детстве?“ Сначала я писал стихи, а потом делал из них песни. Так было, например, с такими песнями, как „In My Life“, „Across the Universe“, и некоторыми другими, которые заметно отличаются от остальных. Я писал на верхнем этаже в Кенвуде, где у меня стояло десять магнитофонов, соединенных между собой. Я разбирался с ними год или два, но записывать там настоящий рок-н-ролл я так и не научился. А вот всякую странную дребедень — сколько угодно. Я начал с поездки в автобусе от моего дома 251 по Менлав-авеню в центр. Я написал целый цикл стихов, в которых говорил обо всем, что дорого мне, обо всех памятных мне местах Ливерпуля. Эти стихи потом стали песней „In My Life“ — воспоминанием о прежних друзьях и любимых тех лет. Пол помог мне написать музыку для середины песни».

Изначально текст будущей песни основывался на перечислении таких мест Ливерпуля, как улица Пенни-Лэйн, Эбби паб в Чайдволе, Старое голландское кафе и ливерпульская надземная железная дорога «Dockers Umbrella», — тех, что лежали на пути следования автобуса, шедшего по маршруту, знакомому Леннону с детства.
Однако Леннон посчитал, что это делает композицию ужасно скучной, похожей на сочинение «Как я провёл каникулы в поездке на автобусе». Он переработал текст, отказавшись от конкретных воспоминаний в пользу общих размышлений о прошлом, и в окончательную версию песни вошло очень мало строк первоначального варианта.
По словам Питера Шоттона, друга и биографа Леннона, в строке песни «Some [friends] are dead and some are living/In my life I’ve loved them all» (с англ. — «Кто ушёл, а кто остался, — в этой жизни я любил их всех»), Леннон подразумевает Стюарта Сатклиффа, умершего весной 1962 года, и самого Шоттона.

Промопостер британской версии песни «In My Life»

В отношении авторства музыки к песне воспоминания Леннона и Маккартни расходятся. По мнению Леннона, в плане мелодии Маккартни привнёс лишь гармонию и бридж, в то время как сам Маккартни утверждал, что положил слова Леннона на музыку от начала до конца.
По воспоминаниям Маккартни, это была одна из немногих песен, при сочинении которой между ним и Джоном возникли разногласия. Подобное произошло лишь в случае с песней «Eleanor Rigby» из альбома 1966 года — Revolver.

### Запись песни
Песня была записана 18 октября 1965 года полностью за исключением инструментального проигрыша. К тому моменту Леннон ещё окончательно не решил, какой музыкальный инструмент он хотел бы использовать в этой части композиции, но попросил Джорджа Мартина сыграть соло на фортепьяно, «что-нибудь в духе барокко». Мартин сочинил проигрыш, обратившись к подражанию Баху, но, как выяснилось, не смог его исполнить в темпе песни. 22 октября Мартин нашёл решение — он записал соло на магнитофон при вдвое пониженной скорости, а в ходе заключительной сессии лента была проиграна с нормальной скоростью, что не только обеспечило фрагменту нормальный темп, но и повысило на октаву, придав ему звучание клавесина.
Позднее Джордж Мартин рассказывал:

«„In My Life“ — одна из моих любимых песен, поскольку она в духе Джона. Это одновременно и суперпесня, и необычайно простая вещь. Там есть отрывок, с которым Джон не знал, как поступить. И вот однажды, когда они ушли попить чаю, я записал соло на барочном клавесине и дал Джону послушать. Сыграть с ходу такую сложную вещь я не мог, поэтому записал её в медленном темпе, а потом ускорил запись, и Джону понравилось».

Участники записи
- Джон Леннон — ведущий вокал, ритм-гитара
- Пол Маккартни — бэк-вокал, бас-гитара
- Джордж Харрисон — бэк-вокал, 12-струнная соло-гитара
- Ринго Старр — барабаны
- Джордж Мартин — фортепиано

## Влияние
Песня звучала на похоронах Курта Кобейна, на которого творчество The Beatles оказало важное влияние[значимость факта?]. Кроме того, Джон Бон Джови завещал включить эту песню на его похоронах